# Kinnaridae
Kinnaridae Muir, 1925, è una piccola famiglia di insetti dell'ordine dei Rincoti Omotteri, superfamiglia dei Fulgoroidei.

## Descrizione
I Kinnaridae sono insetti di piccole dimensioni con capo piccolo. La regione frontale è percorsa da una sola carena mediana e delimitata ai lati da un margine carenato. È provvisto di tre ocelli, con i due laterali disposti sotto gli occhi. Le antenne sono piccole, hanno un flagello filiforme e non segmentato e il secondo articolo prossimale ingrossato e breve, generalmente di forma globosa.
Le ali anteriori sono oblunghe, membranose e ripiegate a tetto sull'addome. Il clavo è privo di granulazioni e con nervature che convergono al margine posteriore prima del vertice del clavo; l'area costale è priva di nervature trasversali. Le zampe presentano, come in tutti i Fulgoroidei, le coxe allungate. Quelle posteriori hanno una fila di spine all'apice del secondo tarsomero delle zampe posteriori.
L'addome è provvisto di sbocchi delle ghiandole ceripare negli urotergiti VI-VIII e in quello delle femmine è ricoperto di placche cerose sugli urotergiti VII-IX.

## Biologia e distribuzione
La famiglia è rappresentata da specie tropicali e subtropicali, diffuse principalmente nella regione neotropicale e in quella orientale, con alcune specie presenti anche nel Neartico meridionale e nel Paleartico meridionale. In Europa sono presenti solo due specie nelle Isole Canarie.
La biologia è poco conosciuta. Gli adulti della maggior parte dei Kinnaridae sono stati ritrovati su singole specie ospiti, generalmente Dicotiledoni, più raramente Gymnospermae (Ephedraceae) o Liliopsida (Agavaceae). Gli stadi preimmaginali sono terricoli e si nutrono a spese delle radici.

## Sistematica
La famiglia comprende oltre circa 90 specie ripartite fra 20 generi:
- Adolenda
- Atopocixius
- Bashgultala
- Dineparmene
- Emeljanopleroma
- Eparmene
- Eparmenoides

- Kinnacana
- Kinnara
- Kinnoccia
- Lomagenes
- Micrixia
- Microissus
- Nesomicrixia

- Oeclidius
- Oreopenes
- Paramicrixia
- Prosotropis
- Quilessa
- Southia